# Klaus Hartmann (Fußballfunktionär)

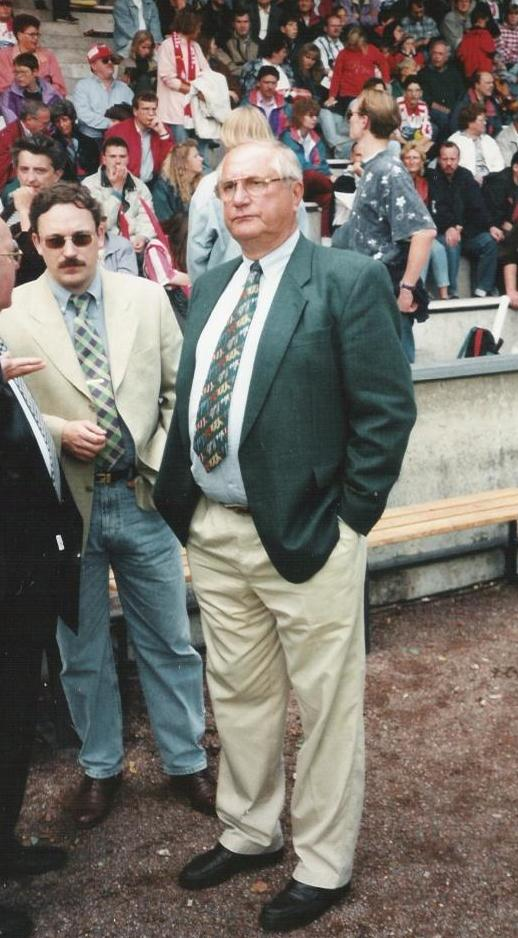
Klaus Hartmann (1996)

Klaus Hartmann (* 5. Juli 1929 in Köln-Lindenthal; † 3. Dezember 2019 in Köln) war siebzehn Jahre im Vorstand der Kaufhof AG und von 1991 bis 1997 der sechste Präsident des 1. FC Köln. Die Ära Hartmann als Vereinspräsident steht für wirtschaftliche Konsolidierung bei gleichzeitigem sportlichen Niedergang.
Klaus Hartmann war Fußball-Torwart in der A-Jugend der SpVgg Sülz 07, eines der beiden Vorläufervereine des 1. FC Köln. Später wechselte er aufgrund einer Augenerkrankung zum Feldhandball und stieg mit dem FC bis in die Oberliga West auf, die damals höchste deutschen Spielklasse. 1952 wurde er mit der Auswahl der Universität Köln Deutscher Hochschulmeister.
Nach dem Abitur 1949 am Gymnasium Kreuzgasse begann Hartmann in Köln ein Studium der Betriebswirtschaftslehre, welches er 1952 als Diplom-Kaufmann abschloss. Nach Tätigkeiten für die Kölner Ford-Werke und eine niederländische Treuhandgesellschaft begann Hartmann 1957 als Revisor bei der Kaufhof AG, bei der er 1970 Direktor, 1975 stellvertretendes Vorstandsmitglied und 1977 ordentliches Vorstandsmitglied für die Bereiche EDV, Logistik, Planung und ab 1981 Personal wurde. 1991 ging Hartmann nach über 34-jähriger Tätigkeit bei Kaufhof in den Ruhestand.
1967 wurde er vom FC-Präsidenten Franz Kremer als Beisitzer und Kassenprüfer in den erweiterten Vorstand geholt und 1969 in den Sportbeirat gewählt. Unter Präsident Peter Weiand war Hartmann acht Jahre Vizepräsident und Schatzmeister des Vereins. Kurz vor seiner beruflichen Pensionierung stehend, wurde er am 21. November 1991 zum Vereinspräsidenten gewählt.
Hartmann übernahm 1991 von seinem Vorgänger Dietmar Artzinger-Bolten einen finanziell angeschlagenen Bundesliga-Spitzenverein und übergab 1997 seinem Nachfolger Albert Caspers einen wirtschaftlich einigermaßen gesundeten Abstiegskandidaten. Er wurde mit dem Bundesverdienstkreuz 1. Klasse ausgezeichnet.
Hartmann war verheiratet und Vater von zwei Kindern. Er wurde am 12. Dezember 2019 auf dem Kölner Zentralfriedhof Melaten beigesetzt.